# NGC 4622B
NGC 4622B (другие обозначения — ESO 322-64A, MCG -7-26-36, VV 580, AM 1241-402, DCL 163, PGC 42852) — линзообразная галактика (S0) в созвездии Центавр.
Этот объект не входит в число перечисленных в оригинальной редакции «Нового общего каталога» и был добавлен позднее.